# Марку, Кристи
Кристи Марку (алб. Kristi Marku; род. 13 апреля 1995, Дуррес, Албания) — албанский футболист, защитник клуба «Глория» (Бузэу).

## Карьера
Воспитанник «Теуты». выступал за ряд албанских команд, а также за ряд зарубежных коллективов. В 2019—2020 гг. играл за клуб армянской Премьер-лиги «Пюник». В его составе принимал участие в квалификационном этапе Лиги Европы УЕФА.
В феврале 2021 года албанский защитник заключил контракт с эстонской командой Премиум-Лиги «Нарва-Транс». В июле после получения тяжелой травмы покинул клуб.

## Сборная
Кристи Марку прошел все юниорские сборные страны. Защитник также выступал за сборную Албании до 21 года во время отборочного турнира к Чемпионату Европы по футболу среди молодёжных команд.